# Henriëtte Bosmans
Henriëtte Hilda Bosmans (6 de diciembre de 1895, Ámsterdam-2 de julio de 1952, ibid) fue una compositora y pianista holandesa.

## Biografía
Bosmans nació en Ámsterdam en 1895. Era hija de Henri Bosmans, violonchelista principal de la Orquesta Real del Concertgebouw, y de la pianista Sara Benedicts, profesora de piano del Conservatorio de Ámsterdam. 
Su padre murió cuando ella había cumplido sólo 8 meses. Recibió clases de piano de su madre y en 1913 consiguió el diploma de piano «Sociedad para el Avance de la Música». En 1915 hizo su debut como solista con la Orquesta Municipal de Utrecht,  dirigida por Min Wouter Hutschenruyter. Se convirtió en una pianista célebre en los años 20, actuando en todo Europa. Entre otros lugares, realizó conciertos en Monteux, Mengelberg y Ansermet. Posteriormente, realizó 22 conciertos como solista con la Orquesta Real del Concertgebouw solo entre los años 1929 y 1949.
Bosmans empezó sus estudios de composición con Jan Willem Kersbergen y más tarde con Cornelis Dopper, con quien estudió orquestación (1921–22) y, a partir de aquí, escribió su primera obra orquestal, Poème (1923). Más tarde, continuó los estudios con Willem Pijper (1927–30). También se sabe de Bosmans que mantuvo una buena amistad con el compositor inglés Benjamin Britten.
Bosmans tuvo relaciones amorosas tanto con hombres como con mujeres. Una de sus relaciones fue durante el periodo entre 1920 y 1927 con la violonchelista y compositora holandesa Frieda Belinfante, que era una conocida lesbiana y fue miembro de la Resistencia holandesa durante la II Guerra Mundial. En 1923 Belinfante estrenó el Segundo Concierto para violonchelo de Bosmans. Más tarde, se comprometió con el vihuelista Francis Koene, que murió de un tumor cerebral en 1934, antes de que hubieran podido casarse.
La II Guerra Mundial hace que su carrera musical se pare. Bosmans se negó a ser miembro de la Reichsmusikkammer y sólo pudo trabajar en secreto. Durante la Guerra desarrolló una amistad con la recitadora Charlotte Köhler.
Los últimos años de su vida, Bosmans tuvo una relación con la cantante francesa Noemie Perugia, para quien escribió una serie de canciones entre los años 1949 y 1952, antes de su muerte.
Bosmans falleció en 1952 debido a un cáncer de estómago en Ámsterdam, donde fue enterrada en el cementerio de Zorgvlied.

## Obra
- Arietta (1917) para viola y piano
- Sonata (1919)para violonchelo y piano.
- Poème (1923) para violonchelo y orquesta, dedicada a Marix Loevensohn.
- Impressions (1926) para violonchelo y acompañamiento de piano.
- Tres canciones sobre texto alemán. (1927) para mezzosoprano y piano.
- Cuarteto de cuerda (1927).
- Concertino (1928) para piano y orquesta.
- Concertstuk (1929) para flauta y orquesta de cámara.
- Doodenmarsch (1945) «marcha fúnebre».
- Lead, kindly light (1945) para soprano y piano.
- Canciones de Maria Lecina (1950) soprano y piano.

## ElpremioHenriëtte Bosmans
El Premio Henriëtte Bosmans  se entrega apoyar a los compositores holandeses jóvenes. El premio, que consiste en 2500€  y una actuación, comenzó a entregarse en 1994 por la Sociedad de Compositores holandeses y se ha mantenido hasta nuestros días.

## Enlaces
- Lead, kindly Light (1945) para soprano y piano
- Arietta (1917) para viola y piano
- Cuarteto de cuerda (1927)
- Poème (1923) para violonchelo y orquesta
- Sonata (1919) para violonchelo y piano
- Impresiones (1926) para violonchelo y acompañamiento de piano. 1. Cortège
- Impresiones (1926) para violonchelo y acompañamiento de piano. 2. Nuit Calmo